# Bindi Irwin
Bindi Irwin (Buderim, Queensland, 24 de juliol de 1998) és una actriu, conservacionista i personalitat de la televisió australiana. Quan tenia 9 anys, Irwin va participar en Bindi the Jungle Girl, una sèrie de televisió per a nens sobre fauna salvatge. També ha participat en la interpretació, el cant, el ball, la realització de programes de jocs i ha creat dos DVDs instructius de fitness. També és coneguda per guanyar la temporada 21 de Dancing with the Stars (EUA). També ha protagonitzat al costat de la seva mare Terri i el seu germà petit Robert Crikey! It’s the Irwins.
Bindi Irwin és la gran dels dos fills del difunt conservacionista i personalitat televisiva Steve Irwin i la seva dona conservacionista, Terri Irwin, que actualment és propietària del zoo d’Austràlia. El germà petit de Bindi és Robert Irwin, personalitat televisiva i fotògraf, i és néta del naturalista i herpetòleg Bob Irwin. Està casada amb un wakeboarder professional estatunidenc i membre del personal del zoo d’Austràlia, Chandler Powell.